# Campeonato Mundial de Ciclismo en Ruta de 1962
Los Campeonatos del mundo de ciclismo en ruta de 1962 se celebró en la localidad italiana de Saló entre el 29 de agosto y 2 de septiembre de 1962. En esta edición, se realiza la primera prueba de contrarreloj por equipos. Los anfitriones ganaron la primera medalla de oro de esta modalidad y Uruguay conquistó una histórica medalla de bronce.

## Resultados
| Evento                     | Oro                                                                    | Oro            | Plata                                                          | Plata    | Bronce                                                                   | Bronce   |
| -------------------------- | ---------------------------------------------------------------------- | -------------- | -------------------------------------------------------------- | -------- | ------------------------------------------------------------------------ | -------- |
| Pruebas masculinas         |                                                                        |                |                                                                |          |                                                                          |          |
| Hombres - carrera en línea | Jean Stablinski Francia                                                | 7 h 43 min 11s | Seamus Elliott Irlanda                                         | + 1' 22" | Jos Hoevenaars · Bélgica                                                 | + 1' 44" |
| Contrerreloj por equipos   | Italia · Mario Maino · Antonio Tagliani · Dino Zandegu · Danilo Grassi | 2h 28' 48"     | Dinamarca Ole Ritter Vagn Bangsburg Mogens Twilling Ole Kroier | + 2' 01" | Uruguay · Rubén Etchebarne · Juan José Timón · Vid Cencic · René Pezzati | + 2' 27" |
| Amateur - carrera en línea | Renato Boncioni · Italia                                               | 4h 30' 50"     | Ole Ritter Dinamarca                                           | + 9"     | Arie Den Hartog · Países Bajos                                           | + 12"    |
| Pruebas femeninas          |                                                                        |                |                                                                |          |                                                                          |          |
| Mujeres - carrera en línea | Marie-Rose Gaillard · Bélgica                                          | -              | Yvonne Reynders · Bélgica                                      | -        | Marie-Thérèse Naessens · Bélgica                                         | -        |